# Угљенични отисак
Угљенични или карбонски отисак представља укупну количину емитованих гасова стаклене баште (енг. greenhouse gases - GHG) произведених директно или индиректно од стране појединца, организације, догађаја или производа. Поред воденог отиска, угљенични отисак је један од најзначајнијих индикатора загађења животне средине. Његов назив обухвата различите гасове који узрокују ефекат стаклене баште и тиме доприносе глобалном загревању.
Главни емитери су индустрија, саобраћај, градови и пољопривреда, што значи значи да сваки човек на планети, учествујући у било којој од ових активности, оставља свој лични угљенични отисак на планету. Та количина гасова која се свакодневно произведе назива се примарни отисак. Секундарни отисак је количина гасова стаклене баште која се индиректно ослобађа у атмосферу, а повезани су са целокупним циклусом производње и транспорта свих производа које људи користе.
Сваки појединац својом делатношћу наноси штету животној средини, али такође може и предузмемо озбиљне кораке како би се смањила емисија гасова који доприносе ефекту стаклене баште. У зависности од навика, било да је реч о исхрани, начину путовања, потрошњи енергије, куповним навикама, начину одлагања отпада, свака особа на планети производи штетне гасове који негативно утичу на животну средину, а тиме и на здравље, не само људске популације веђ целокупног живог света на планети.

## Дефиниција
Угљенични отисак представља укупну емисију гасова са ефектом стаклене баште изазвану директно и индиректно од стране појединца, догађаја, организације или производа. Гасовима стаклене баште припадају угљен-диоксид и његови еквиваленти: метан, оксиди азота и сумпора, као и хлоро-флуоро-угљеници (фреони), који се константно емитују у атмосферу, појачавајући ефекат стаклене баште. Другим речима, угљенични отисак је мера људског утицаја на животну средину и климатске промене.
С обзиром да један предмет или активности може проузроковати емитовање неколико различитих врста гасова стаклене баште, сваки у различитим количинама, угљенични отисак написан у том облику може изгледати прилично збуњујуће. Да би се ово избегло, тежи се изражавању угљеничног отиска у облику еквивалентног угљен-диоксида, скраћено CO2еq, односно концентрације CO2 која би изазвала исти ниво зрачења, који изазива концентрација другог гаса са ефектом стаклене баште.

## Израчунавање угљеничног отиска
угљенични отисак је сума свих емисија еквивалентног угљен-диоксида које појединац или друштво у целини изазива својим активностима у одређеном временском периоду. Најчешћи временски период за који се израчунава угљенични отисак је једна година.
угљенични отисак изражава се у килограмима или тонама еквивалентног CO2 (CO2eq). Килограмима се мери индивидуални или отисак домаћинства, док се отисак организација, национални отисак, као и светски отисак мери тонама. Укупан угљенични отисак, било индивидуални или национални, састоји се из примарног и секундарног отиска.

### Просечне вредности угљеничног отиска појединца
угљенични отисак једне особе на годишњем нивоу у Сједињеним Америчким Државама износи 28 тона, у Великој Британији 15,4 тоне, у Европској унији 5,4 тоне, док у Црној Гори износи 5,1 тону годишње по особи.
Сваки појединац у просеку дневно емитује 14,2 килограма еквивалентног CO2. Овај отисак је првенствено везан за туризам, као највећу растућу индустрију у свету и одговаран је за пет до 12 одсто емисија гасова. У туристичким пакетима све више туриста тражи податке о угљеничном отиску.

### Примарни угљенични отисак
Примарни угљенични отисак је укупна количина директних емисија гасова са ефектом стаклене баште (greenhouse gases - GHG) који се ослобађају сагоревањем фосилних горива, укључујући енергију која се користи у домаћинствима и гориво које се потроши за саобраћај (превоз аутомобилом или средствима јавног превоза).
Сваки појединац може имати директан утицај на смањење нивоа примарног угљеничног отиска. Еколошки освешћен начин живота подразумева смањење штетних активности, на пример: применом алтернативних извора енергије у домаћинствима или алтернативних начина индивидуалног превоза (електрични аутомобил, бицикл, електрични скутер и сл.)
Постоји велики број сајтова који нуде бесплатне апликације којима се може измерити индивидуални угљенични отисак. Уношењем података о свакодневним активностима калкулатор даје обрачун колико свако појединачно учествује у загађивању животне средине, као и неколико идеја на који начин свако може умањити свој негативан утицај. Неки од предлога су промена превозног средства (бицикл или јавни транспорт уместо сопственог аутомобила), куповина домаћих производа, изолација стамбеног простора и сл. Упоредо са овим предлозима често су дати и примери умањења трошкова домаћинства променом еколошки штетних навика.

### Секундарни угљенични отисак
Секундарни угљенични отисак је укупна количина индиректних емисија гасова са ефектом стаклене баште (GHG) које су повезане са читавим циклусом производње и транспорта свих производа које користимо.

## Гасови са ефектом стаклене баште (GHG)
Гасови са ефектом стаклене баште упијају Сунчеву енергију и топлоту Земље и задржавају је у атмосфери. На тај начин настаје ефекат стаклене баште. Многи од ових гасова су природно доступни у атмосфери, али се људском активношћу повећава њихова концентрација, посебно угљен-диоксида, метана, азот-оксида и расхладних гасова (фреона), што проузрокује климатске промене.
- Угљен-диоксид (CO2) је доминантан гас са ефектом стаклене баште. Он се емитује приликом употребе и спаљивања фосилних горива у домаћинствима, фабрикама или електранама. Настаје као производ сагоревања угљеника и органских једињења, уз довољно присуство кисеоника. Сматра се одговорним за 64% глобалног загревања, које је резултат људске активности.
- Метан (CH4) има по килограму 25 пута већи утицај од угљен-диоксида. Емитује се у пољопривредној производњи и на депонијама.
- Азот-оксид (N2O) је снажнији гас, чији је утицај чак 300 пута већа него утицај угљен-диоксида, али се он емитује у мањим количинама. Настаје током индустријских процеса и пољопривредне производње.
- Хлорофлуороугљеници, познати као расхладни гасови или фреони, који су неколико хиљада пута јачи од угљен-диоксида.[5][7]

## Умањење угљеничног отиска
Промене у понашању имају значајан утицај на уштеду енергије, јер енергију троше сви укућани, запослени или корисници различитих установа, зависно од тога колико су свесни и посвећени смањењу штетног утицаја на животну средину. Промене навика, као што су гашење светла у просторијама које се не користе, одржавање топлоте просторија на препорученим температурама, избегавање “stand-by” начина рада уређаја и многе друге представљају потенцијал за ефикасније коришћење енергије и смањење угљеничног отиска појединца, заједнице и друштва.
Технолошке промене односе се, између осталог, на замену расвете и делова система за климатизацију, грејање и хлађење, замену бојлера, увођење система контроле потрошње енергије (термостати, термостатски вентили итд.), термоизолацију, соларне панеле, соларне колекторе и друге мере које могу допринети ефикаснијем коришћењу енергије.
- Нискоугљенични урбани развој представља концепт унапређења квалитета живота и развоја урбане инфраструктуре и услуга, уз истовремено смањење емисија гасова са ефектом стаклене баште, које настају као резултат свакодневних активности у урбаним срединама.[5] Паметни град користи информационе и комуникационе технологије, као и иновативна решења у сврху постизања одрживости, високог степена ефикасности урбане инфраструктуре и услуга, уз побољшање квалитета живота становника.
- Рационална потрошња енергије је обавеза сваког појединца и друштва у целини. Подразумева постизање оптималног нивоа комфора, уз најмањи могући утрошак енергије.
- Енергетска ефикасност подразумева употребу мање количине енергије, односно енергената за обављање истог посла, какав је грејање или хлађење простора, расвета, производња, погон возила итд. Појам енергетска ефикасност може се односити на уређаје, али и на мере и понашања. Енергент је сировина или извор у процесу добијања енергије, а извори енергије могу се поделити на обновљиве и необновљиве.[11]

### Обновљиви извори енергије
Обновљиви извори енергије су природни и неисцрпни извори енергије, који се у потпуности или делимично обнављају. У ту групу
спадају вода (хидроелектране, Сунчева светлост (соларна енергија), ветар (ветроелектране), биомаса, енергија таласа и геотермална енергија.

### Необновљиви извори енергије
Необновљиви извори енергије су фосилна горива, као што су угаљ, природни гас, нафта и друга (термоелектране, мотори са унутрашњим сагоревањем и тд). Настала су таложењем и претварањем остатака биљака и животиња у енергенте. Главни извор енергије фосилних горива је угљеник, па његовим сагоревањем у атмосферу одлазе велике количине CO2, које негативно утичу на животну средину.

## Примери предузетих мера за смањење угљеничног отиска
- У циљу успостављања хармонизованог приступа израчунавању угљеничног отиска, у пет земаља Европске уније, Француској, Италији, Грчкој, Мађарској и Хрватској, половином 2015. године започело је спровођење трогодишњег пројекта „Управљање климом: Примена јавних политика за израчунавање и смањење угљеничног отиска пословних субјеката" (енг. Climate Governance: Implementing public policies to calculate and reduce organisations carbon footprint). Осим израчунавања, пројектом је предвиђена и израда Стратегије управљања угљеничним отиском. Циљ израде Стратегије је максимално смањење угљеничног отиска пословних субјеката по јединици уложених финансијских средстава, што би у на крају довело до смањења емисија гасова са ефектом стаклене баште и ублажавања климатских промена.[12]
- Холандски авио превозник КЛМ (хол. Koninklijke Luchtvaart Maatschappij енг. Royal Dutch Airlines) је најстарији светски авио превозник који лети под истим именом, а који је октобра 2019. године обележио 100 година постојања. познат је као авиокомпанија која улаже велики напор у одрживи развој ваздухопловства. У оквиру прославе компанија је у отвореном писму позвала све сараднике у авио индустрији да јој се придруже у потрази за одрживом будућношћу, у пројекту под називом „Летите одговорно” (енг. Fly Responsibly). Као један део овог пројекта, КЛМ свим својим конкурентима нуди бесплатан програм компензације угљен-диоксида CO2ZERO и бесплатно коришћење марке КЛМ, док су за мај 2020. најавили отварање прве европске фабрике одрживог авио горива. Компанија константно улаже и у обнављање своје флоте. Управо из тог разлога стогодишњицу постојања обележили су куповином првог КЛМ-вог Дримлајнера 787-10, уједно и првог Дреамлинера 787-10 који је купила једна европска авиокомпанија. Овај авион, у поређењу са летелицом Боинг 747-400 на пример, користи 42% мање горива, емитује 31% мање угљен-диоксида и производи 50% мање буке. У плану је да до 2022. КЛМ флота има укупно 28 Дреамлинера.[13]
- Према званичним подацима, сваки туриста који посети Црну Гору емитује дневно, у просеку, 6,5 килограма еквивалентног угљен-диоксида (CO2eq), док је угљенични отисак црногорских грађана износи 5,1 тону по особи годишње. Министарство одрживог развоја Црне Горе, у сарадњи са Развојним програмом Уједињених нација (UNDP) покренуло је пилот иницијативу „Развој нискокарбонског туризма у Црној Гори”. Туристима и хотелима омогућено је да израчунају свој угљенични утицај и да дају донацију у складу са тим, било онлајн, било путем донаторских кутија постављеним на прометним локацијама. Тај новац ће бити усмерен у фонд намењен за реализацију еколошки оправданих програма - развој поморског саобраћаја на соларни погон, изградња бициклистичких стаза и постављање соларних клупа и паметних стајалишта.[6] Истовремено се и у црногорским градовима организују манифестације током којих посетиоци могу да израчунају свој угљенични отисак.[14]